# بيت عامر (ذي السفال)

تعديل مصدري - تعديل

بيت عامر هي إحدى قرى عزلة ريده ورياد بمديرية ذي السفال التابعة لمحافظة إب، بلغ تعداد سكانها 609 نسمة حسب تعداد اليمن لعام 2004.